# Инда (деревня)
 Инда  — опустевшая деревня в Яранском районе Кировской области в составе Яранского городского поселения.

## География
Расположена на расстоянии примерно 8 км по прямой на запад-северо-запад от города Яранск.

## История
Была известна с 1802 года как починок Индинской с 2 дворами. В 1873 году здесь (Индинской) дворов 5 и жителей 35, в 1905 (деревня Большая Инда) 3 и 81, в 1926 (деревня Большениндинский) 15 и 67, в 1950 (Большая Инда) 38 и 128, в 1989 2 жителя. Современное название утвердилось с 1978 года.

## Население
Постоянное население составляло 11 человека (русские 100%) в 2002 году, 0 в 2010.